# Puerto de Muzart
El puerto de Muzart, puerto de Muz-art o puerto de Muzat (chino: 木扎尔特达坂) es un paso de alta montaña que cruza las montañas de Tian Shan en Xinjiang, China. Conecta la ciudad de Aksu en la Cuenca de Tarim con la ciudad de Yining (Kulja) en el valle superior del río Ili. Está situada en el límite del condado entre el condado de Zhaosu en la prefectura de Ili y el condado de Baicheng en la prefectura de Aksu. La ruta sobre el puerto de Muzart se conoce más comúnmente como camino de Xiate  (en chino: 夏特古道) por los chinos, siendo Xiate el nombre del pueblo en el valle del río Tekes en la base del lado norte de la ruta. 

## Etimología
Según fuentes chinas, muz-art se deriva de la palabra mongólica para "glaciar". También ha sido interpretado por fuentes occidentales como "paso de hielo", ya que ese es su significado si se lee en uzbeko.

## Historia
El explorador británico Henry Lansdell, que recorrió esta ruta a finales del siglo XIX, creía que el famoso explorador chino Xuanzang, que inspiró el clásico chino Viaje al Oeste, utilizó este paso de montaña en el siglo VII en su viaje a la India. Sin embargo, muchos estudiosos sostienen que fue el puerto de Bedel, según Xuanzang describió el paso, este se encontraba al noroeste del "Reino de Baluka", la actual ciudad de Aksu.
Durante la dinastía Qing, este paso tenía una importancia militar estratégica ya que era la principal arteria de comunicación entre la Cuenca del Tarim en el sur de Xinjiang y la base de poder Qing en Ili en el norte de Xinjiang. Debido al glaciar Muzart, el gobierno Qing había gastado mucho trabajo en mantener este paso de montaña transitable. Durante la Revuelta Dungan de 1862-1877 por Yakub Beg, este trabajo se detuvo y se hizo intransitable. Alrededor de 1870, justo antes de que ocuparan la región de Kulja, los rusos lo ocuparon para impedir que Yakub Beg avanzara sobre Kulja. Después de la reconquista de Qing en Xinjiang en 1879, el Tratado de Livadia inicialmente negociado entre los Imperios Ruso y Qing, si era ratificado, habría cedido este paso de montaña junto con gran parte del Valle de Ili a Rusia. Con el apoyo de otras potencias europeas, el tratado fue renegociado y se convirtió en el Tratado de San Petersburgo de 1881. En 1907, el futuro presidente de Finlandia Gustaf Mannerheim, mientras servía como oficial de inteligencia en el Ejército Imperial Ruso, pasó por allí. Su misión era determinar la viabilidad de invadir China por el Imperio Ruso.
En 1992 se abrió temporalmente el paso fronterizo de Narynkol-Muzart con Kazajistán. Se esperaba que se construyera una autopista sobre este paso, que permitiera al puerto conectar la cuenca de Tarim con Kazajistán. Sin embargo, eso nunca ocurrió. Así pues, el cruce se cerró por falta de tráfico.
En los últimos años, las Termas de Xiate, un pequeño pueblo en la ladera norte que desciende desde el paso, se ha convertido en un destino turístico y hay grupos de turistas que recorren parte del sendero.